# Saint-Léger-de-Linières
Saint-Léger-de-Linières – gmina we Francji, w regionie Kraj Loary, w departamencie Maine i Loara. W 2013 roku liczba ludności wynosiła 3463 mieszkańców. 
Gmina została utworzona 1 stycznia 2019 roku z połączenia dwóch ówczesnych gmin: Saint-Jean-de-Linières oraz Saint-Léger-des-Bois. Siedzibą gminy została miejscowość Saint-Léger-des-Bois. 